# Empis hubeiensis
Empis hubeiensis är en tvåvingeart som beskrevs av Yang 1997. Empis hubeiensis ingår i släktet Empis och familjen dansflugor. Inga underarter finns listade i Catalogue of Life.